# 网新跳蛛
网新跳蛛（学名：Neon reticulatus），又名网小跳蛛，为跳蛛科新跳蛛属的动物。分布于日本以及中国大陆的浙江等地，常生活于落叶层。该物种的模式产地在日本。